# Biblioteca Feminista de Londres
La Biblioteca Feminista de Londres (en inglés: Feminist Library) es una biblioteca fundada en 1975 como Centro de Investigación y Recursos de la Mujer con el objetivo de asegurar que la historia del movimiento de liberación de las mujeres no quedara en el olvido. En el grupo fundador estaban las feministas académicas Diana Leonard y Leonore Davidoff. En la actualidad está considerada la biblioteca feminista más importante de Inglaterra con más 7500 libros, de los cuales 5000 son de no-ficción, 500 libros de poesía y 1500 títulos de periódicos. También tiene numerosos folletos que están albergados en el Instituto Bishopsgate.
La biblioteca publica un boletín y organiza eventos como noches de cine y presentaciones de libros. También tiene una librería anexa que ofrece muchas obras feministas de ficción, no ficción y fanzines.
También ofrece recursos en línea, como exhibiciones digitales y una colección digital de carteles y folletos. En su web está disponible una sección dedicada a recursos feministas y literarios.

## Historia
La sede se ubicó primero en Islington, después en Clerkenwell, Embankment, Southwark y finalmente en Peckam, donde está en la actualidad.

### Crisis de 2003
La biblioteca enfrentó una crisis financiera en 2003 cuando el municipio de Lambeth, un municipio del Gran Londres, decidió aumentar considerablemente el alquiler del edificio que alberga las colecciones.
Cuatro años después, en 2007, el comité de gestión convocó una reunión de emergencia para alertar sobre la situación financiera y movilizar a la ciudadanía. La biblioteca se salva, pero depende de las subvenciones para sobrevivir. El horario de apertura se amplía en 2013 - 2014, pero depende de la disponibilidad del voluntariado.
En enero de 2010 la biblioteca anuncia que recibe una subvención de Awards for All. Utiliza este fondo para capacitar voluntariado en un modo alternativo de gestión económica utilizando la propia biblioteca como recurso. En marzo de 2020 unas quince personas voluntarias empiezan a trabajar en la biblioteca. Una de las aprendices escribió un blog anónimo sobre su experiencia. La biblioteca dispone de salas que alquila a asociaciones feministas. Se suprime la jerarquía entre quienes están empleadas allí. El acceso a la biblioteca es gratuito.
En marzo de 2016 la biblioteca vuelve a verse amenazada tras un aumento del alquiler. 15 700 internautas firman una petición en línea. Las autoridades locales en el sur de Londres están otorgando a la biblioteca una fecha límite. En primavera de 2017, la biblioteca feminista se trasladó a antiguos garajes transformados en oficinas que las autoridades locales pusieron a su disposición
En 2021, la biblioteca especializada recibe una subvención de 63 400 libras esterlinas del National Lottery Heritage Fund para su proyecto Preserving and Promoting Herstories. Esta subvención se utiliza para catalogar y preservar más de 1500 títulos de publicaciones periódicas feministas. Además, se ampliará el horario de apertura de la biblioteca. Sus archivos, una de las colecciones más completas de feminismo, también serán de más fácil acceso para el público.

## Colección
En 1975, la biblioteca tenía una pequeña colección de documentos contemporáneos. A partir de 2010, es considerada la biblioteca feminista más importante de Inglaterra. Comprende alrededor de 7500 libros, 5000 documentales, 500 libros de poesía y más de 1500 periódicos así como numerosas obras autoeditadas. La colección ocupa más de 85 metros de estanterías. Los títulos más antiguos datan de 1900. La biblioteca también tiene una gran cantidad de folletos y panfletos, actualmente depositados en el Instituto Bishopsgate.

## Sistema de clasificación
En 1978 se decidió que los sistemas convencionales de clasificación bibliotecaria no eran adecuados para el fondo documental de la Biblioteca Feminista. La bibliotecaria Wendy Davies creó así un sistema único considerado "no patriarcal" considerado el primer sistema de clasificación en el que las mujeres son el punto central de organización, en lugar de una subcategoría. El sistema todavía está en uso e incluso ha sido adoptado por otras bibliotecas feministas de todo el mundo.
El sistema divide los documentos en 17 categorías de la A a la P.: A. General; B. Historia; C. Sociedad, costumbres y creencias; D. Educación; E. Política (incluido el movimiento de liberación de la mujer); F. Salud (incluyendo salud mental, psicología y socialización); G. Sexualidad; H. Estilos de vida; I. Trabajo; J. Ley y Derechos; K. Delitos contra la mujer; L. Comunicaciones; M. Medios; N. Artes; P. Ocio, deportes, mujeres y menores.
La signatura topográfica de un documento se compone de 4 elementos. En primer lugar, la letra correspondiente a su categoría. En segundo, una línea de 1 a 3 letras delimitando más puntualmente la interseccionalidad de los temas.  Luego, una línea de 1 a 3 dígitos de acuerdo a una tabla auxiliar delimitando aspectos como; tiempo, lugar, lenguaje y forma. Finalmente, la última línea está compuesta por las primeras 3 letras del nombre del autor.
Los puntos de colores también se utilizan para identificar más fácilmente a los temas: el rojo se asocia con mujeres de color, el amarillo con mujeres de clase trabajadora, el morado con mujeres con discapacidad, el blanco con mujeres judías, el naranja con mujeres de la comunidad LGBT y el verde con mujeres irlandesas. Estos puntos también se muestran en obras de ficción. 
Las obras no documentales, es decir, la ficción, la poesía, el teatro y los libros infantiles se clasifican por autoría. 